# ایقریق
ایقریق (به ترکی آذربایجانی: İqrıq) یک منطقه مسکونی در جمهوری آذربایجان است که در شهرستان قوبا واقع شده‌است. ایقریق ۱۵۹۸ نفر جمعیت دارد.